# Aiguille de Bertin
L'Aiguille de Bertin è una vetta situata a 2.809 m di altitudine nel massiccio della Vanoise nel comune francese di Orelle in Savoia, nella regione Alvernia-Rodano-Alpi.